# 54 Piscium b
54 Piscium b è un pianeta extrasolare in orbita attorno alla stella nana giallo-arancione 54 Piscium.
La massa del pianeta è circa un quinto di quella di Giove ed orbita attorno alla stella, secondo una traiettoria estremamente ellittica all'incirca ogni due mesi.
Una spiegazione a tale eccentricità è stata fornita dagli astronomi della Penn State University, che hanno ipotizzato che fosse il risultato dell'attrazione gravitazionale di qualche oggetto invisibile, posto molto lontano dalla stella. In seguito il Telescopio spaziale Spitzer ha permesso di visualizzare tale oggetto: si tratta di una nana bruna di tipo T, estremamente fredda.

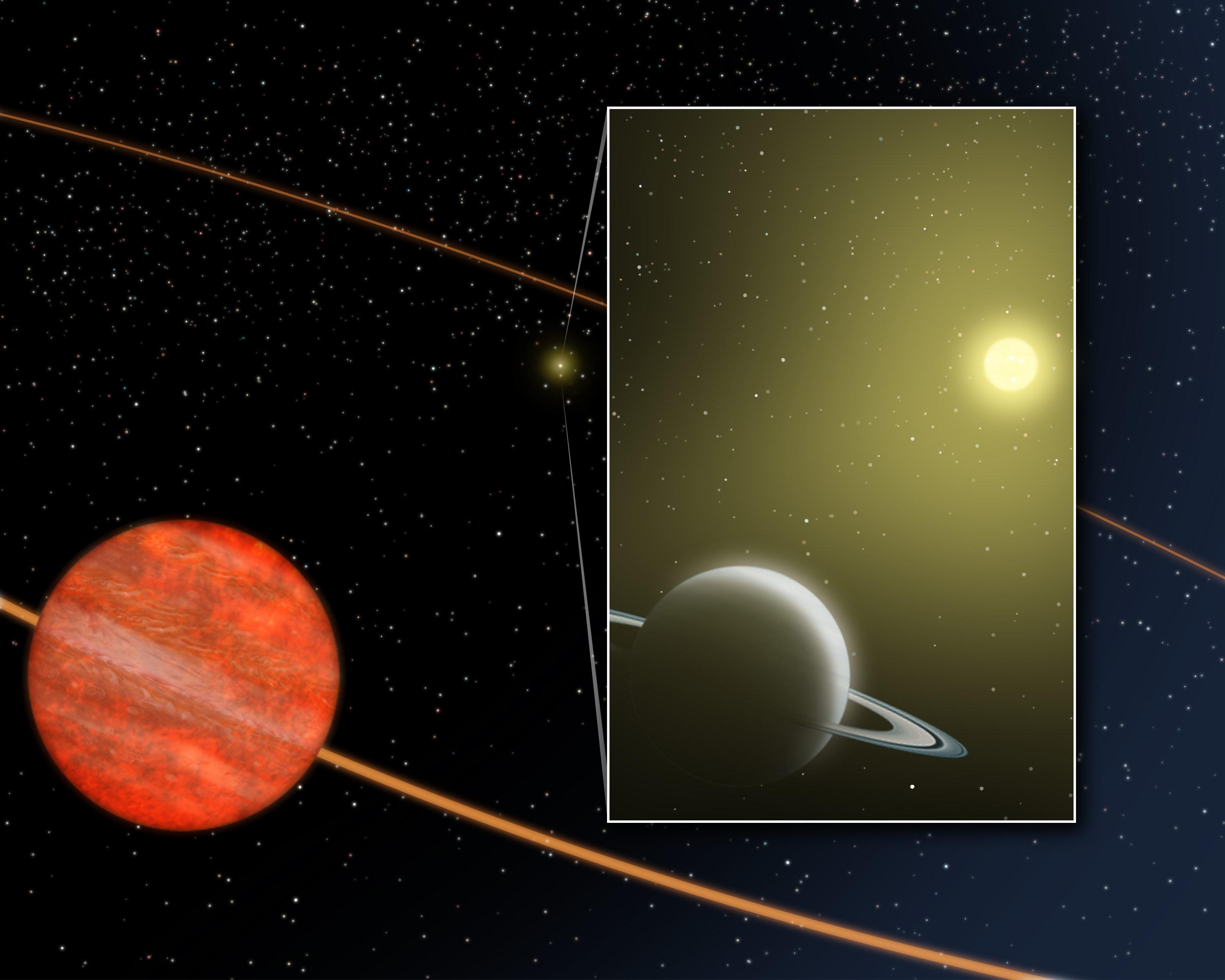
Immagine artistica del sistema di 54 Piscium